# Phantia viridula
Phantia viridula är en insektsart som beskrevs av Puton 1890. Phantia viridula ingår i släktet Phantia och familjen Flatidae. Inga underarter finns listade i Catalogue of Life.